# Charles Thaon

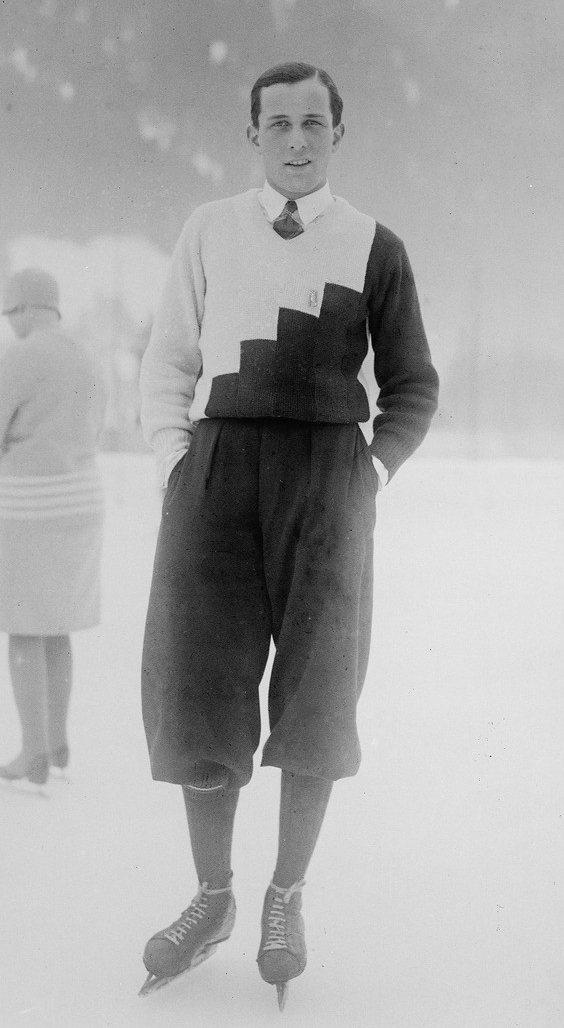
Charles Thaon, 1929.

Charles Amédée Thaon, född 3 september 1910 i Nice, död 12 februari 2000 i Boulogne-Billancourt i Hauts-de-Seine, var en fransk hastighetsåkare på skridskor. Han deltog i OS i Sankt Moritz 1928. Han tävlade på 500 m, 1 500 m och 5 000 m.